# Непоциан
Вижте пояснителната страница за други личности с името Непоциан.
Флавий Юлий Попилий Непоциан Констанций е римски узурпатор, далечен родственик на Константиновата династия, властвал 28 дни в град Рим, завземайки властта с помощта на тълпа гладиатори през размирния период след свалянето на Констанс.
Непоциан е син на Евтропия (дъщеря на Констанций I), внук по майчина линия на Констанций Хлор и племенник на Константин Велики.
Непоциан е убит от войниците на Магненций на 30 юни 350 г.